# Confidence
A Confidence Gentleman német reggae-zenész 2004-ben megjelent lemeze.

## Számok
1. Send A Prayer
2. Superior
3. Caan Hold Us Down – Gentleman & Barrington Levy/Daddy Rings
4. Intoxication
5. New Day
6. Be Yourself – Gentleman & Coco Tea
7. All That You Had
8. Life Takes More Than That
9. Rumours
10. Weary No More – Gentleman & Tamika
11. After A Storm
12. Unconditional Love
13. Face Off – Gentleman & Anthony B
14. Strange Things
15. Blessings Of Jah – Gentleman & Ras Shiloh
16. Church And State
17. Lion's Den
18. Mystic Wind – Gentleman & Tony Rebel
19. For The Children
20. No Time Like Now – Gentleman & Jack Radics